# Ḩājjī Qūsh
Ḩājjī Qūsh (persiska: Ḩājjī Qareh, حاجی قوش, حاجی قره) är en ort i Iran.   Den ligger i provinsen Golestan, i den norra delen av landet, 300 km nordost om huvudstaden Teheran. Antalet invånare är 549.
Terrängen runt Ḩājjī Qūsh är platt. Runt Ḩājjī Qūsh är det ganska tätbefolkat, med 207 invånare per kvadratkilometer. Närmaste större samhälle är Gorgan, 12,6 km söder om Ḩājjī Qūsh. Trakten runt Ḩājjī Qūsh består till största delen av jordbruksmark.